# 裘曰修
裘曰修（1712年—1773年），字叔度，一字漫士，号诺皋，江西省南昌府新建縣人，清朝政治人物。

## 生平
乾隆元年顺天乡试举人。乾隆四年（1739年）己未科二甲第七名進士。選翰林院庶吉士，散館授編修。五遷至侍郎，歷官兵、吏、戶諸部。乾隆二十年（1755年）五月，因漏言胡中藻事，下部議奪職，左授右中允。十二月，擢吏部侍郎。乾隆二十一年，令在軍機處行走。師討準噶爾，命如巴里坤董軍儲。歷禮部尚書、刑部尚書，官至工部尚書。熟稔南北河渠水利，能治水。乾隆三十八年（1773年）闰三月充《四库全书》馆总裁，不久卒。諡文達。葬於梅岭景区皇姑墓。

## 著作
工詩、文、書法，奉敕撰《热河志》、《秘殿珠林》、《石渠宝笈》等。有《灌亭詩鈔》。

## 家庭
传说妻熊氏被乾隆帝母亲崇庆皇太后認為義女，誥封一品夫人，称“皇姑”。子裘行簡，官至直隸總督。

## 延伸阅读
[在维基数据编辑]
 《清史稿/卷321》，出自趙爾巽《清史稿》
 在维基共享资源阅览影像

## 外部連結
- 裘曰修（页面存档备份，存于） 中研院史語所